# Apathie
Apathie is het gebrek aan emotie, motivatie of enthousiasme. Apathie kan voorkomen bij verschillende psychische stoornissen zoals anorexia nervosa, autisme en depressies of bij uitputtingsverschijnselen, dementie, hypoactief delier en frontaal syndroom.
Apathie is afgeleid van het Griekse apatheia, dat "gelatenheid" of "gevoelloosheid" betekent. Bij de stoïcijnen betekende het "vrij zijn van emoties" - voor hen waren emoties de oorzaak van al het lijden, een geestestoestand die men als filosoof diende te vermijden.
Apathie is een psychologische term voor een vorm van ziekelijke onverschilligheid, wanneer een persoon niet de kracht op kan brengen te reageren op het emotionele, sociale en geestelijk leven. Dit kan bijvoorbeeld ontstaan bij mensen met diabetes. Deze patiënten hebben niet genoeg energie om te reageren op de sociale omgeving. 
Apathie kan ook een uiting zijn van een gebrek aan (zelf-)vertrouwen en/of berusting, waardoor een bepaalde actie die theoretisch effect zou kunnen/moeten hebben niet (meer) wordt ondernomen. Dat kan terecht zijn. Als iemand (persoon, organisatie ...) niet adequaat reageert op de wensen van zijn "doelgroep" (partner, cliënteel, burgers, ... ) dan kan er bij die doelgroep apathie ontstaan, in dergelijk geval een te verwachten reactie. De oplossing moet dan niet in de eerste plaats bij de apathisch reagerende doelgroep worden gezocht, maar bij de organisatie die de apathie opwekt en het vertrouwen moet herstellen.